# Ackas
Ackas (finsk Akaa) er en bykommune i landskabet Birkaland i det vestlige Finland. Kommunen og landskabet hører under Vest og Indre Finlands regionsforvaltning.
- Wikimedia Commons har flere filer relateret til Ackas

61°10′00″N 23°52′05″Ø / 61.1667°N 23.8681°Ø